# Pteromylaeus asperrimus
Pteromylaeus asperrimus är en rockeart som först beskrevs av Gilbert 1898.  Pteromylaeus asperrimus ingår i släktet Pteromylaeus och familjen örnrockor. IUCN kategoriserar arten globalt som otillräckligt studerad. Inga underarter finns listade i Catalogue of Life.